# حفرکنندگان (فیلم)
حفر کنندگان (به انگلیسی: Diggers) فیلمی محصول سال ۲۰۰۶ و به کارگردانی کاترین دیکمن است. در این فیلم بازیگرانی همچون پل راد، لورن آمبروز، ران الدارد، جاش همیلتون، کن مارینو، سارا پلسون و مورا تیرنی ایفای نقش کرده‌اند.